# Xã Bethel, Quận Posey, Indiana
Xã Bethel (tiếng Anh: Bethel Township) là một xã thuộc quận Posey, tiểu bang Indiana, Hoa Kỳ. Năm 2010, dân số của xã này là 311 người.